# Trofeo Vezina

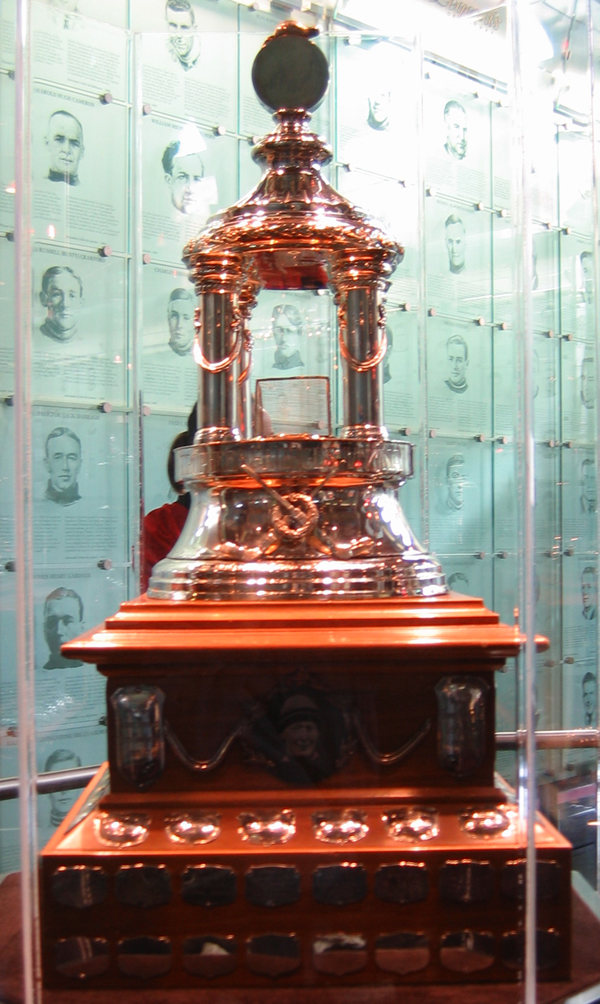
Trofeo Vezina en el Salón de la Fama del Hockey.

El Trofeo Vezina es un galardón concedido anualmente a la persona considerada por votación de los gerentes generales de los equipos de la NHL como mejor portero de la temporada.

## Historia
El Trofeo Vezina fue llamado así en honor a Georges Vezina, un gran guardameta de los Montreal Canadiens, que falleció en mitad de un partido en la temporada 1925-26 por tuberculosis. Tras la muerte de Vezina, los antiguos propietarios de los equipos donaron el trofeo a la Liga para premiar al mejor portero por primera vez al final de la temporada 1926-27. 
Hasta la temporada 1981-82, el o los porteros que habían permitido menos goles durante la temporada regular de la NHL eran premiados. A partir de ese año el Trofeo Vezina se asigna al mejor portero de la campaña, mientras que el portero menos goleado es galardonado con el Trofeo William M. Jennings.

## Ganadores del Trofeo Vezina
- 2022 - Igor Shesterkin, New York Rangers
- 2021 - Marc-Andre Fleury, Vegas Golden Knights
- 2020 - Connor Hellebuyck, Winnipeg Jets
- 2019 - Andrei Vasilevskiy, Tampa Bay Lightning
- 2018 - Pekka Rinne, Nashville Predators
- 2017 - Sergei Bobrovsky, Columbus Blue Jackets
- 2016 - Braden Holtby, Washington Capitals
- 2015 - Carey Price, Montreal Canadiens
- 2014 - Tuukka Rask, Boston Bruins
- 2013 - Sergei Bobrovsky, Columbus Blue Jackets
- 2012 - Henrik Lundqvist, New York Rangers
- 2011 - Tim Thomas, Boston Bruins
- 2010 - Ryan Miller, Buffalo Sabres
- 2009 - Tim Thomas, Boston Bruins
- 2008 - Martin Brodeur, New Jersey Devils
- 2007 - Martin Brodeur, New Jersey Devils
- 2006 - Miikka Kiprusoff, Calgary Flames
- 2005 - Vacante por huelga de jugadores
- 2004 - Martin Brodeur, New Jersey Devils
- 2003 - Martin Brodeur, New Jersey Devils
- 2002 - José Théodore, Montreal Canadiens
- 2001 - Dominik Hašek, Buffalo Sabres
- 2000 - Olaf Kölzig, Washington Capitals
- 1999 - Dominik Hašek, Buffalo Sabres
- 1998 - Dominik Hašek, Buffalo Sabres
- 1997 - Dominik Hašek, Buffalo Sabres
- 1996 - Jim Carey, Washington Capitals
- 1995 - Dominik Hašek, Buffalo Sabres
- 1994 - Dominik Hašek, Buffalo Sabres
- 1993 - Ed Belfour, Chicago Blackhawks
- 1992 - Patrick Roy, Montreal Canadiens
- 1991 - Ed Belfour, Chicago Blackhawks
- 1990 - Patrick Roy, Montreal Canadiens
- 1989 - Patrick Roy, Montreal Canadiens
- 1988 - Grant Fuhr, Edmonton Oilers
- 1987 - Ron Hextall, Philadelphia Flyers
- 1986 - John Vanbiesbrouck, New York Rangers
- 1985 - Pelle Lindbergh, Philadelphia Flyers
- 1984 - Tom Barrasso, Buffalo Sabres
- 1983 - Pete Peeters, Boston Bruins
- 1982 - Billy Smith, New York Islanders
- 1981 - Denis Herron, Michel Larocque, y Richard Sevigny, Montreal Canadiens
- 1980 - Don Edwards y Bob Sauve, Buffalo Sabres
- 1979 - Ken Dryden y Michel Larocque, Montreal Canadiens
- 1978 - Ken Dryden y Michel Larocque, Montreal Canadiens
- 1977 - Ken Dryden y Michel Larocque, Montreal Canadiens
- 1976 - Ken Dryden, Montreal Canadiens
- 1975 - Bernie Parent, Philadelphia Flyers
- 1974 - Tony Esposito, Chicago Black Hawks tied Bernie Parent, Philadelphia Flyers
- 1973 - Ken Dryden, Montreal Canadiens
- 1972 - Tony Esposito y Gary Smith, Chicago Black Hawks
- 1971 - Eddie Giacomin y Gilles Villemure, New York Rangers
- 1970 - Tony Esposito, Chicago Black Hawks
- 1969 - Glenn Hall y Jacques Plante, St. Louis Blues
- 1968 - Rogatien Vachon y Gump Worsley, Montreal Canadiens
- 1967 - Glenn Hall y Denis DeJordy, Chicago Black Hawks
- 1966 - Gump Worsley y Charlie Hodge, Montreal Canadiens
- 1965 - Johnny Bower, Toronto Maple Leafs
- 1965 - Terry Sawchuk, Toronto Maple Leafs
- 1964 - Charlie Hodge, Montreal Canadiens
- 1963 - Glenn Hall, Chicago Black Hawks
- 1962 - Jacques Plante, Montreal Canadiens
- 1961 - Johnny Bower, Toronto Maple Leafs
- 1960 - Jacques Plante, Montreal Canadiens
- 1959 - Jacques Plante, Montreal Canadiens
- 1958 - Jacques Plante, Montreal Canadiens
- 1957 - Jacques Plante, Montreal Canadiens
- 1956 - Jacques Plante, Montreal Canadiens
- 1955 - Terry Sawchuk, Detroit Red Wings
- 1954 - Harry Lumley, Toronto Maple Leafs
- 1953 - Terry Sawchuk, Detroit Red Wings
- 1952 - Terry Sawchuk, Detroit Red Wings
- 1951 - Al Rollins, Toronto Maple Leafs
- 1950 - Bill Durnan, Montreal Canadiens
- 1949 - Bill Durnan, Montreal Canadiens
- 1948 - Turk Broda, Toronto Maple Leafs
- 1947 - Bill Durnan, Montreal Canadiens
- 1946 - Bill Durnan, Montreal Canadiens
- 1945 - Bill Durnan, Montreal Canadiens
- 1944 - Bill Durnan, Montreal Canadiens
- 1943 - Johnny Mowers, Detroit Red Wings
- 1942 - Frank Brimsek, Boston Bruins
- 1941 - Turk Broda, Toronto Maple Leafs
- 1940 - David Kerr, New York Rangers
- 1939 - Frank Brimsek, Boston Bruins
- 1938 - Tiny Thompson, Boston Bruins
- 1937 - Normie Smith, Detroit Red Wings
- 1936 - Tiny Thompson, Boston Bruins
- 1935 - Lorne Chabot, Chicago Black Hawks
- 1934 - Chuck Gardiner, Chicago Black Hawks
- 1933 - Tiny Thompson, Boston Bruins
- 1932 - Chuck Gardiner, Chicago Black Hawks
- 1931 - Roy Worters, New York Americans
- 1930 - Tiny Thompson, Boston Bruins
- 1929 - George Hainsworth, Montreal Canadiens
- 1928 - George Hainsworth, Montreal Canadiens
- 1927 - George Hainsworth, Montreal Canadiens

## Trivia
- Jacques Plante (1929-1986) posee el récord de Trofeos Vezina ganados con siete entorchados, perseguido de cerca por Dominik Hašek con seis (el mejor bajo el nuevo sistema del premio).
- El récord de más Vezinas conseguidos de forma consecutiva es 5, ganados por Plante. Bill Durnan y Ken Dryden han conseguido 4 trofeos seguidos.
- Los Montreal Canadiens son el equipo que más Trofeos Vezina han ganado con la enorme cantidad de 28. Suman en total más que los cuatro siguientes equipos con más galardones.

### Trofeos Vezina por equipo
1. Montreal Canadiens, 28
2. Buffalo Sabres, 8
3. - Empate entre Boston Bruins y Toronto Maple Leafs, 7 cada uno
4. Detroit Red Wings, 5
5. Philadelphia Flyers, 4
6. - empate entre Chicago Blackhawks & New York Rangers, 3 cada uno
7. - empate entre Washington Capitals & New Jersey Devils, 2 cada uno
8. - empate entre New York Americans, St. Louis Blues, New York Islanders, y Edmonton Oilers, uno cada uno